# 't Woud (Gueldre)
Pour les articles homonymes, voir 't Woud.
't Woud est un hameau néerlandais situé dans la commune de Nijkerk, en province de Gueldre. Avec Appel et Prinsenkamp, les trois hameaux ont ensemble environ 1 700 habitants.